# تپه وراینه
تپه وراینه مربوط به عصر مس - سده‌های اولیه و میانه دوران‌های تاریخی پس از اسلام است و در شهرستان نهاوند، بخش مرکزی، دهستان گاماسیاب، ۸۰۰ متری ضلع شمالی روستای بابا قاسم واقع شده و این اثر در تاریخ ۲۵ آبان ۱۳۸۷ با شمارهٔ ثبت ۲۳۶۷۲ به‌عنوان یکی از آثار ملی ایران به ثبت رسیده است.